# Vincent D'Onofrio
Vincent Phillip D'Onofrio (Brooklyn, Nova York, Estats Units, 30 de juny de 1959) és un actor i un productor de cinema estatunidenc.

## Biografia
Vincent D'Onofrio ha encadenat els papers menors, fins a Full Metal Jacket de Stanley Kubrick on interpreta el paper del recluta Lawrence, anomenat «Gomer Pyle», paper per al qual va haver d'engreixar-se 32 kg. Destaca per la seva interpretació fosca i inquietant.
Té llavors accés a papers més importants com en JFK d'Oliver Stone i Malcolm X de Spike Lee on interpreta el mateix paper, el de Bill Newman, testimoni de l'homicidi de Kennedy i en el procés de Clay Shaw.
Forma part del repartiment de la sèrie Law and Order Criminal Intent el 2001, en el paper de l'inspector Robert Goren. Després d'alguns anys, sorgeixen nombrosos desacords entre ell i la producció, sobretot a causa de repetides malalties (simulades segons la producció). Sobretot durant la temporada 5. on no interpreta més que la meitat dels episodis, a conseqüència del seu cansament.

## Filmografia

### Actor

#### Cinema
- 1983: The First turn-on !!, de Michael Herz
- 1987: Full Metal Jacket, de Stanley Kubrick
- 1987: Adventures in babysitting, de Chris Columbus
- 1988: Mystic Pizza, de Donald Petrie
- 1989: The Blood of Heroes, de David Webb Peoples
- 1991: Fires Within, de Gillian Armstrong
- 1991: Crooked hearts, de Michael Bortman
- 1991: Escollir un amor (Dying Young), de Joel Schumacher
- 1991: JFK, d'Oliver Stone
- 1991: Naked Tango, de Leonard Schrader
- 1992: The Player, de Robert Altman
- 1992: Malcolm X, de Spike Lee
- 1992: Salt on our skin, d'Andrew Birkin
- 1993: Mr. Wonderful, d'Anthony Minghella
- 1993: Being Human, de Bill Forsyth
- 1994: Delictes imaginaris, d'Anthony Drazan
- 1994: Ed Wood, de Tim Burton (Orson Welles)
- 1995: Stuart saves his family, de Harold Ramis
- 1995: Strange Days, de Kathryn Bigelow
- 1996: The Whole Wide World, de Dan Ireland
- 1996: Feeling Minnesota, de Steven Baigelman
- 1997: Homes de Negre, de Barry Sonnenfeld (Edgar)
- 1997: Guy, de Michael Lindsay-Hogg
- 1998: The Newton Boys, de Richard Linklater
- 1998: Claire Dolan, de Lodge H. Kerrigan
- 1999: Nivell 13 (The Thirteenth Floor), de Josef Rusnak
- 1999: Happy accidents, de Brad Anderson
- 2000: Chelsea Walls, d'Ethan Hawke
- 2000: Steal This Movie, de Robert Greenwald
- 2000: The Cell, de Tarsem Singh
- 2001: La perillosa vida dels Altar Boys (The Dangerous Lives of Altar Boys), de Peter Care
- 2001: Impostor, de Gary Fleder
- 2001: El mar de Salton (The Salton Sea), de D.J. Caruso
- 2003: Little victories, de Leo Trombetta
- 2004: Thumbsucker, de Mike Mills (Mike Cobb)
- 2006: The break Up, de Peyton Reed
- 2009: Staten Island, de James DeMonaco
- 2010: Brooklyn's Finest, d'Antoine Fuqua
- 2011: Irish Gangster de Jonathan Hensleigh: John Nardi
- 2014The Judge
- 2015: Jurassic World: de Colin Trevorrow: Vic Hoskins
- 2016: Els set magnífics, d'Antoine Fuqua

#### Televisió
- 1999: That Championship Season de Paul Sorvino
- 2001: Law & Order: Criminal Intent, de Dick Wolf i René Balcer: Robert Goren''
- 2015 Daredevil Netflix - Marvel
- 2017 Ghost Wars Netflix

### Productor
- 1996: The Whole Wide World, de Dan Ireland
- 1997: Guy, de Michaël Lindsay-Hogg
- 2000: Steal this movie, de Robert Greenwald

## Vida privada
- Va tenir una relació amorosa amb Greta Scacchi, de 1991 a 1993, amb qui va tenir una filla, Leila George.
- Es va casar el 1997, amb la model neerlandesa Carin van der Donk, i van tenir un fill el 1999, Elias Gene. A principis del 2000 es van separar però es van reconciliar posteriorment i van tenir un altre fill el 2008, Luka.

## Premis i nominacions

### Premis
- 1997. Saturday Awards: Millor actor secundari, per Men in Black
- 1998. Lone Star Film & Television Award: Millor actor, per The Whole Wide World
- 2005. Stockholm Film Festival: Millor actor, per Thumbsucker
- 2012. Festival de Cinema Internacional de Sitges: Millor actor, per Chained

### Nominacions
- 1998. Emmy al millor actor convidat en sèrie dramàtica per Homicide: Life on the Street